# Fratelli Maserati
I fratelli Maserati furono protagonisti della storia automobilistica all'inizio del XX secolo con la fondazione a Bologna dell'omonima casa automobilistica, la Maserati.

## Storia
Nacquero tutti da Rodolfo Maserati e sua moglie Carolina Losi a Voghera, in Lombardia.  Rodolfo era un dipendente delle Ferrovie dello Stato proveniente da Piacenza, e guidava una locomotiva Krupp. Con Carolina ebbe sette figli, ma solo sei raggiunsero l'età adulta; Alfieri I morì ad un solo anno d'età. Dopo la morte di Alfieri I, il figlio successivo fu chiamato anch'egli Alfieri. Alfieri II, con i fratelli Bindo, Mario, Ettore ed Ernesto contribuì alla fondazione della casa automobilistica di vetture sportive e di lusso, Maserati.
I fratelli Maserati furono:
- Carlo (1881–1910)
- Bindo (1883–1980)
- Alfieri I (1885–1886)
- Alfieri II (23 settembre, 1887[4] – 3 marzo, 1932)
- Mario (1890– 18 maggio, 1981), pittore e artista
- Ettore (1894 – 4 agosto, 1990)
- Ernesto (4 agosto, 1898 – 12 gennaio, 1975)

Nel 1987, in occasione del centenario della nascita, una targa commemorativa per Alfieri II fu posizionata sulla sua casa natale. Dal 1989 all'istituto tecnico di Voghera fu aggiunto il nome di Alfieri Maserati.